# حاجي كند (أختاتشي)
حاجي کند (بالفارسية: حاجی‌کند) هي قرية تقع في إيران في قسم أختاتشي الريفي. يقدر عدد سكانها بـ 176 نسمة بحسب إحصاء 2016.